# جاك شرودر
جاك شرودر هو محامي وسياسي أمريكي، ولد في 21 أغسطس 1925 في دافنبورت في الولايات المتحدة، وتوفي في 19 ديسمبر 2017 في ساراسوتا في الولايات المتحدة. نشط حزبياً في الحزب الجمهوري. وقد انتخب عضو مجلس ولاية آيوا ‏.